# Гимназия „Симеон Велчев“
Гимназия „Симеон Велчев“ е профилирана гимназия с общинско финансиране в град Омуртаг, област Търговище. Тя е профилирана в: природни науки, хуманитарни науки и чужди езици. Има само една учебна смяна – сутрин.

## История
Създадена е през 1914 г. в Омуртаг. Едва през учебната 1944 – 1945 г. прераства в пълна смесена гимназия. През 1948 г. отваря врати новата сграда на гимназията, построена по проект на местния архитект Стефан Жечев. Изпълнението е възложено на столичния предприемач Димитър Крачунов, майстор на обекта е избран Стефан Алексиев от село Красноселци. Патрон на училището става Йордан Йовков, а на 24 май 1941 г. се връчва училищното знаме.
През годините гимназията носи имената на Йордан Йовков, Вълко Червенков и Симеон Велчев. През 1960 г. училището се трансформира в политехническа гимназия. През 1993 г. се преобразува в общообразователно училище.

## Директори
- Лазар Стефанов (1927 – 1928)
- Маньо Благословов (1964 – 1975)
- Борис Миланов (зам.директор 1951 – 1958 г., директор 1975 – 1983)
- Николай Димитров (1983 – 2002)
- Василка Асенова (2002 – 2005)
- Димитър Димитров (2005-)

## Възпитаници
- Александър Александров (р. 1951), вторият български космонавт[3]
- Димитър Калев (р. 1953), български лекар, поет и хуманитарист[3]